# Sajónémeti
Sajónémeti je obec v Maďarsku na severozápadě župy Borsod-Abaúj-Zemplén v okresu Putnok poblíž slovenských hranic. K 1. lednu 2015 zde žilo 517 obyvatel.

## Historie
První písemná zmínka o obci pochází z roku 1219, kde se obec jmenuje Nemhy.
Obec byla v 16. století zničena Turky, čímž se obec na několik let stala neobydlenou.

## Geografie
Obec se nachází asi 4,5 km jihozápadně od okresního města Putnok a asi 8,5 km severozápadně od okresního města Ózd. Od města s župním právem Miškovec se nachází asi 35 km jihovýchodně.
Obcí dále protéká řeka Slaná (maďarsky Sajó). Obec se nachází v Bukových horách ve výšce 147 m n. m.

## Doprava
Do obce se dá dostat po silnici z Ózdu, Putnoku a Bánréve. Dále zde prochází železniční trať Miškovec – Bánréve – Ózd, na které se nachází zastávka Sajónémeti.

## Galerie

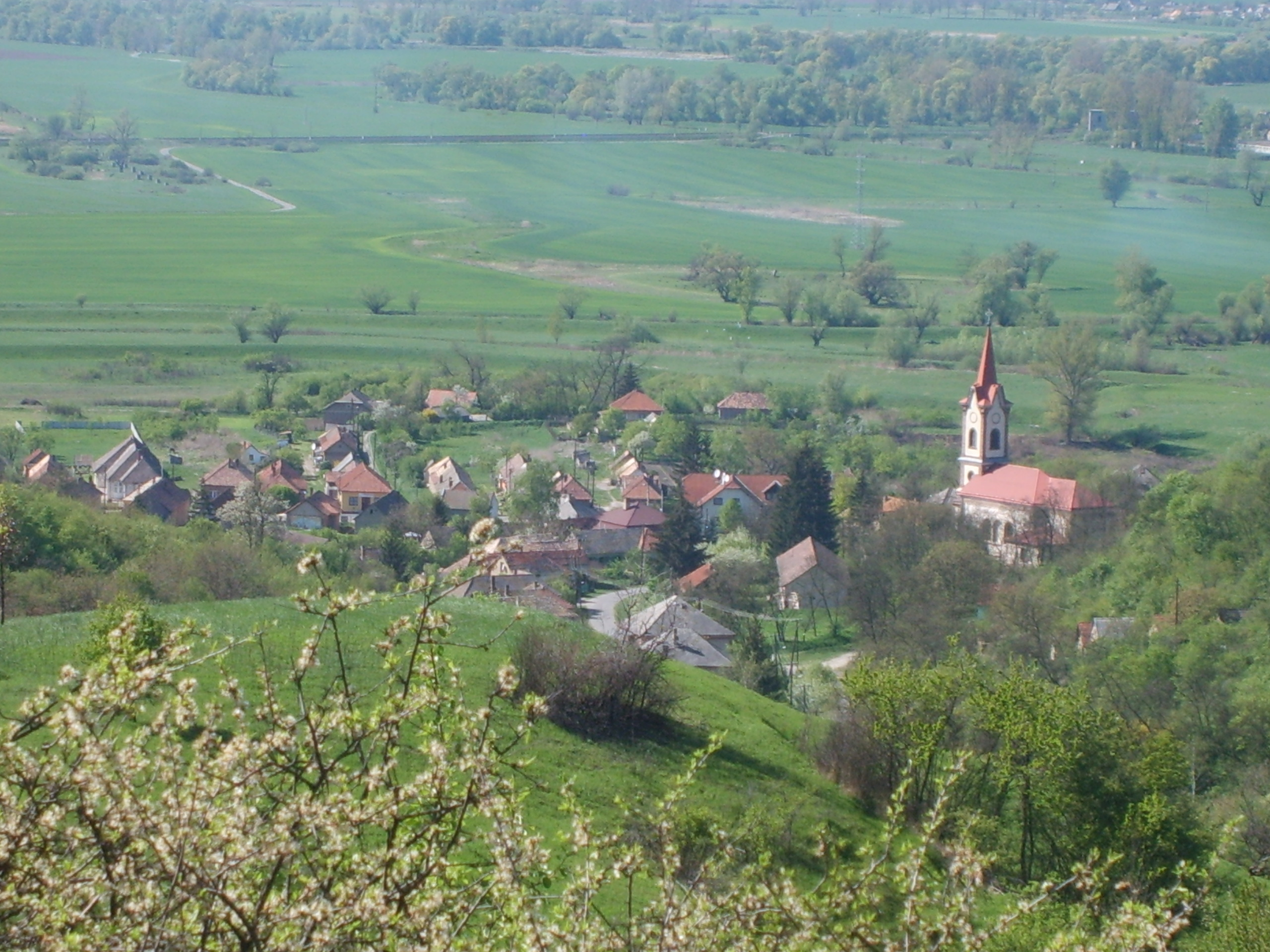
Pohled na obec z vrchu.
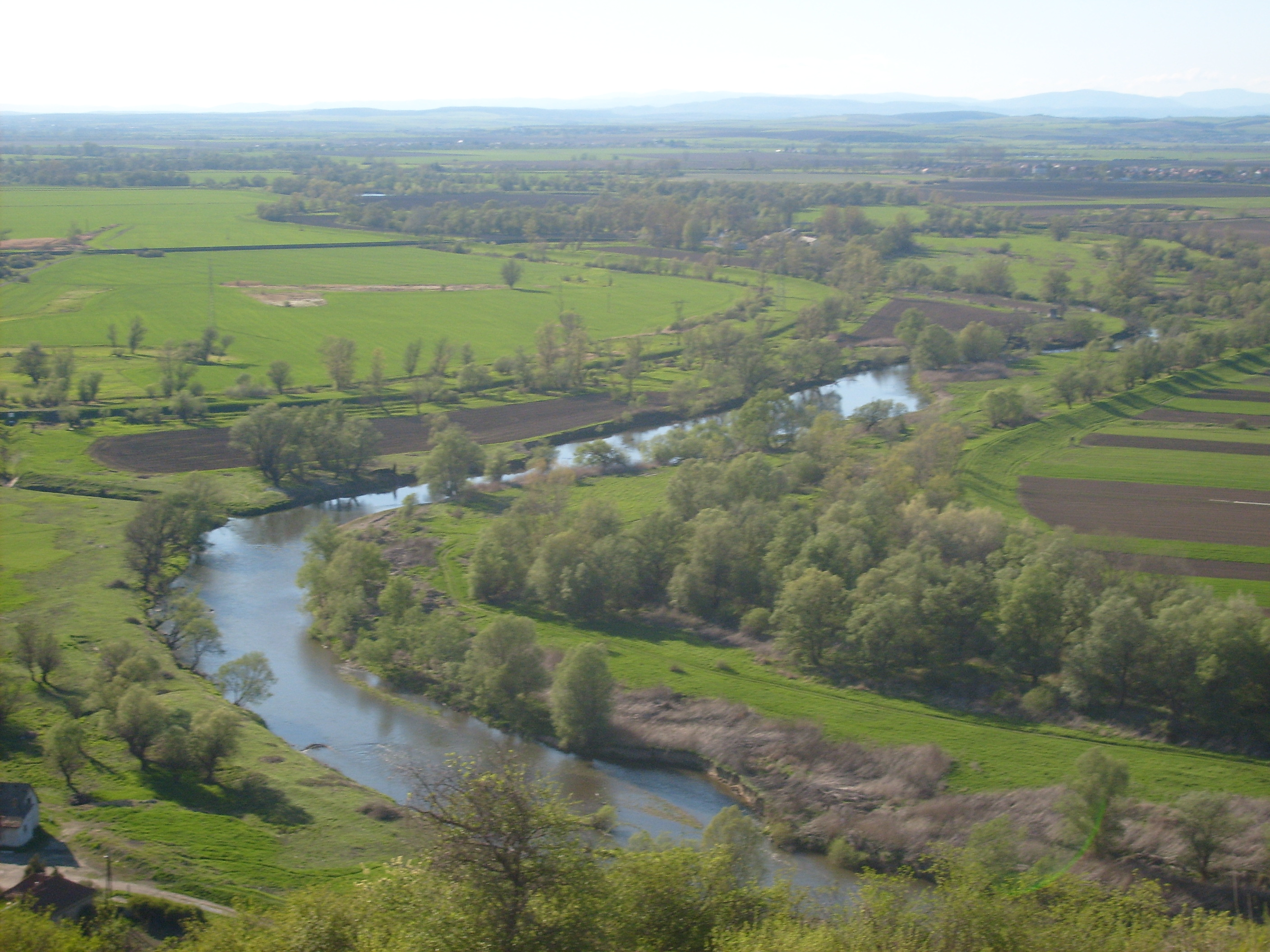
Řeka Slaná v obci.
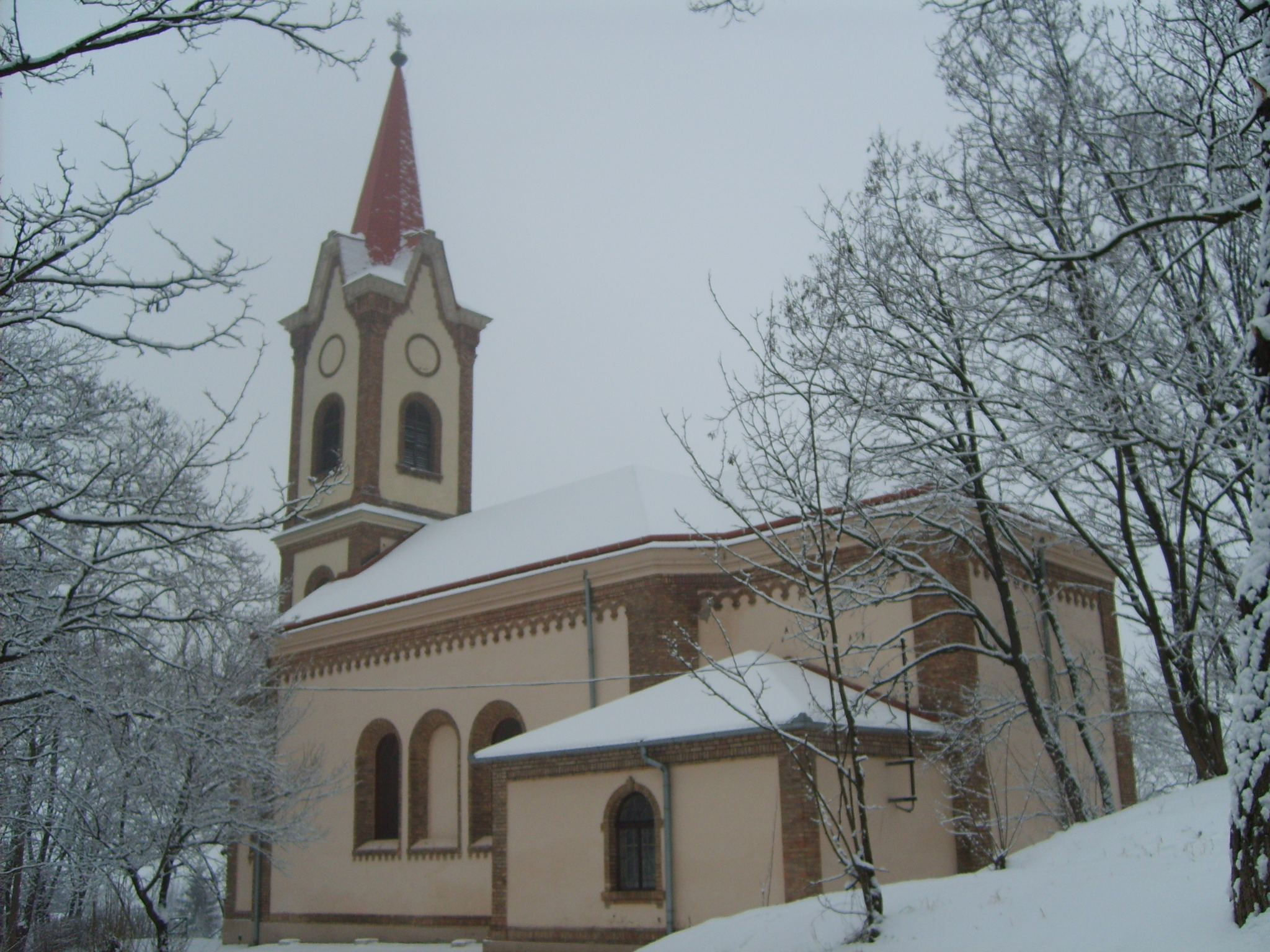
Zdejší kostel.
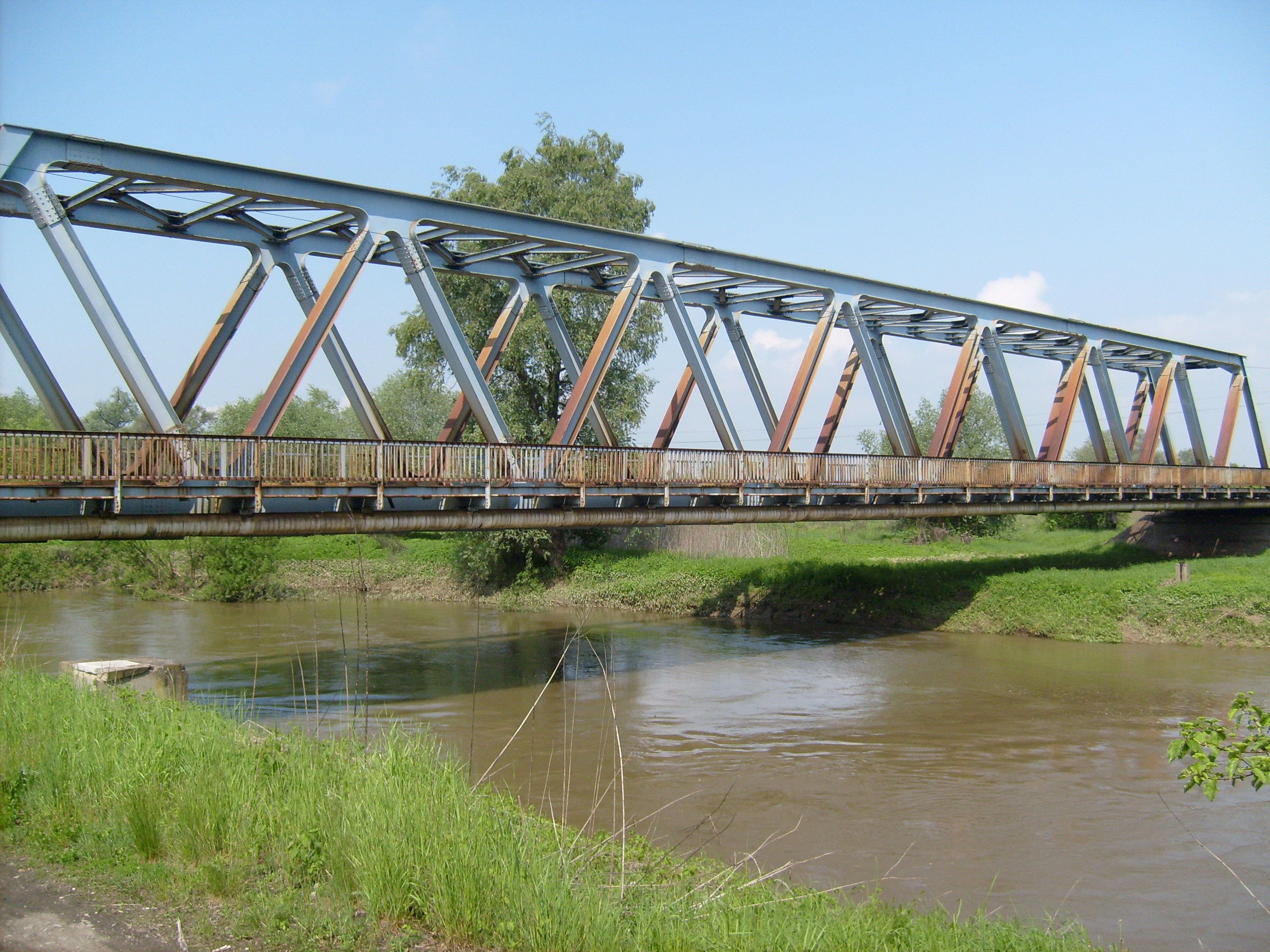
Zdejší železniční most.